# Yi Ho-woo
Yi Ho-u (hangeul : 이호우, né le 1er mars 1912 et décédé le 6 janvier 1970) est un poète et journaliste sud-coréen. 

## Biographie
Yi Ho-u est né le 1er mars 1912 à Cheongdo dans la province de Gyeongsangbuk-do en Corée du Sud. Il a utilisé le nom de "Lee Hou" comme nom de plume. Il est diplômé du lycée Gyeongseong Je-il. Il a ensuite intégré l'Université des arts de Tokyo. Il a fait partie de la rédaction du journal Daegu Ilbo, mais aussi du journal Daegu Maeil Shinmun. Il a débuté dans la poésie en 1940 quand son poème Clair de lune (Dalbam) est publié dans la revue Munjang. Il est décédé le 6 janvier 1970 à l'âge de 57 ans.

## Œuvre
Yi Ho-u est un poète réputé pour sa réserve émotionnelle et son souci de dépeindre la réalité telle qu'elle est : il a surtout écrit sur la beauté de la vie rurale. En tant que journaliste, il était également conscient des inégalités de son temps, conscience qui a particulièrement influencé son travail, en particulier dans les moments difficiles après la Libération nationale et la guerre de Corée.
L'Institut coréen de traduction littéraire présente son œuvre de cette manière : 
La vie et la poésie de Yi Ho-u se caractérisent par la farouche détermination du poète à vivre sa poésie passionnément, et par sa prise de conscience critique des réalités contemporaines. Avec sa sensibilité poétique proche du shijo, il a su partager sa poésie d'une manière simple et limpide avec le peuple.
Dans un concours de shijo parrainé par le journal Dong-a Ilbo et contrôlé par le poète Lee Byeonggi en 1939, ses poèmes Feuilles mortes (Nagyeop) et Azalées (Jindallae) ont été récompensés et ont permis au poète de gagner en popularité. Un an plus tard, il publie le shijo Clair de lune (Dalbam) dans la revue Munjang sur la recommandation de Lee Byeonggi. Il a aussi été membre des groupes littéraires « Pousses de bambou » (Juksun) et « Naggang », groupes qui lui ont permis de publier sa collection de shijo intitulée Les shijos de Lee Hou (Lee Hou shijojip, 1955) et Volcan en sommeil (Hyuhwasan, 1968).